# Edgar Grospiron
Edgar Grospiron (n. 17 martie 1969, Saint-Julien-en-Genevois, Rhône-Alpes, Franța) este un sportiv ce a reprezentat Franța, medaliat olimpic. A participat la 3 ediții ale Jocurilor Olimpice (1988, 1992, 1994) în care a câștigat o medalie de aur și o medalie de bronz.